# Ladislav Kaniški
Ladislav Kaniški (?-jun 1495) bio je dalmatinsko-hrvatsko-slavonski ban (1493-1. mart 1495) i jajački ban (1494-1495). Poticao je iz ugledne ugarske porodice, Kaniških (Kanižaja).

## Hrvatsko-slavonsko-dalmatinski ban i jajački ban
U mladosti je bio Habzburški kapetan, a za hrvatskog bana ga je postavio kralj Vladislav II Jeloganac od Ugarske 22. novembra 1493. Na mesto hrvatskog bana je došao iza pogibije 9. septembra 1493. godine na Krbavskom polju, kada su se Hrvati povukli pred Turcima iza Cetine i Velebita, u Slavoniju prema Savi, a sa Vrbasa prema Uni, Korani i Kupi. Turci su prodrli u Hrvatsku do Splita i Korana i novoizabranog bana Ladislava zajedno sa Frankopanima naterali na plaćanje harača. Pred Turskom najezdom neki su se pokorili sultanu, a neki (kao Ladislav) pobegli za Slavoniju. Tako da je Ladislav vladao ostacima Hrvatske.Iako je postao jajački ban Ladislav nije mogao da spreči turski prelazak u Slavoniju avgusta 1494. preko Save i Mitrovice i njihove tamošnje pljačke. Bosanski sandžak Hadum Jakub-paša je sa 20.000 Turaka u Zagorju, požeškoj županiji i somborske tvrđave zarobio 7 000 ljudi. Velikaši i plemići su se pokoravali jedan za drugim. Za to je verovatno bio zaslužan Lovro Iločki, slavonsko-mačvansko-jajački ban. 

## Svrgavanje i smrt
1. marta 1495. godine na saboru u bivšoj Lovrinoj Virovitici Janoš Korvin, bosanski kralj (jajački ban) i slavonski herceg je izabran za bana i tako pošto je već bio jajački ban ujedinio je ostatke Bosne sa ostacima Hrvatske. Sam Ladislav se povukao u Jajce gde je i prevladao zajedno sa Janošem Bebekom, a sada i sa Janošem Korvinom, koji je od svih njih bio najmoćniji. Na samrti Ladisljevoj njegov sin Juraj Kaniški se pobunio i postao 4. ban u tom gradu. Iza Ladislavljeve smrti juna 1495. godine Bebek je ubrzo svrgnut, a Korvin i Juraj su ostali jedini banovi